# Standardni model
Standardni model ili točnije rečeno standardni model čestica je opis subatomskih čestica i elektromagnetskoga, slabog i jakoga međudjelovanja, koji omogućava objašnjavanje pojava koje se uočavaju u pokusima u velikim ubrzivačima čestica. Osnovne su sastavnice standardnoga modela temeljne čestice tvari (fermionska polja tvari, spina 1/2), prijenosnici sila (baždarni bozoni, spina 1) i područje lomljenja baždarne simetrije (skalarna polja, Higgsove čestice, spina 0).
Područje prijenosnika sila opisano je s 12 baždarnih bozona. Četiri od njih: bezmaseni foton, dva masivna W-bozona i masivni neutralni Z-bozon, vežu se na nabijene i neutralne struje slaboga međudjelovanja (slaba nuklearna sila). Preostalih osam bezmasenih baždarnih bozona obojeni su gluoni. Baždarnomu području standardnoga modela pridruženo je područje lomljenja baždarne simetrije, da bi se prijenosnicima kratkodosežnih slabih sila mogla pridijeliti odgovarajuća masa. Riječ je o spontanom lomljenju simetrije i s njim povezanim takozvanim Higgsovim mehanizmom. Razjašnjenje toga područja jedan je od ciljeva budućih pokusa na Velikom hadronskom sudarivaču LHC u CERN-u kraj Ženeve.
Spektar temeljnih čestica tvari čini dvanaest točkastih čestica bez podstrukture, naboji kojih služe kao izvori sila. Riječ je o šest kvarkova i šest leptona, koji su fermioni (čestice polucijeloga spina). Gotovo je sva tvar dijela svemira u kojem živimo građena od kvarkova i leptona prvoga naraštaja (gornjih kvarkova i donjih kvarkova, elektrona i elektronskoga neutrina), dok su preostale temeljne čestice i čestice izgrađene od njih otkrivene u kozmičkom zračenju i u pokusima u ubrzivačima čestica. Odgovore koji se odnose na ulogu gravitacije, tamne tvari i tamne energije treba potražiti na kozmološkom planu.
Standardni model je kvantna teorija polja usklađena s kvantnom mehanikom i teorijom relativnosti i do sada je potvrđena predviđanjem rezultata gotovo svih pokusa u kojima djeluju 3 temeljna međudjelovanja (fundamentalne interakcije). Ipak, standardni model nije kompletna teorija jer ne uključuje gravitaciju, a također ovisi i o nizu pokusima dobivenih parametara (mase čestica i konstante vezanja) koji se ne mogu dobiti iz same teorije.

## Objašnjenje
Prema standardnom modelu trenutno postoji 12 elementarnih čestica za koje se smatra da izgrađuju svu materiju u svemiru. Tih 12 čestica zajedničkim imenom nazivaju se fermioni, a dijele se u dvije grupe od po 6 čestica – kvarkove i leptone. Cilj fizike elementarnih čestica je utvrditi identitet svih elementarnih čestica i načine na koje elementarne čestice međusobno djeluju. Prema standardnom modelu postoje 4 osnovne sile: gravitacijska, elektromagnetska, slaba nuklearna i jaka nuklearna sila, putem kojih 6 leptona i 6 kvarkova međusobno djeluju razmjenom čestica prijenosnika sila – bozona, odnosno baždarnih bozona. Pomoću 12 čestica koje izgrađuju materiju i 4 čestice prijenosnika međudjelovanja između čestica materije može se opisati ponašanje sve promatrane materije u svemiru. 
Teorija elementarnih čestica uobličena je početkom 70-tih godina 20. stoljeća pod nazivom standardni model. Iako se iz samog imena ne može zaključiti, standardni model zapravo nije model, već matematički precizna teorija gibanja sustava najmanjih sastavnica materije – elementarnih čestica, čija se predviđanja u potpunosti slažu s rezultatima brojnih pokusa. 
Prema standardnom modelu vjeruje se da je svemir sastavljen od materije (4% atoma i 20% tamne materije koju ne možemo promatrati ili objasniti) i energije (76% tamne energije). Model objašnjava načine na koje se 16 elementarnih čestica veže zajedno u atome i molekule stvarajući materiju uz djelovanje 4, odnosno 3 temeljne sile: elektromagnetska, slaba nuklearna i jaka nuklearna sila. Znanstvenici još ne znaju kako povezati gravitaciju sa standardnim modelom. 
Ovih 16 čestica i Higgsov bozon svrstava se u dvije velike grupe: fermione, koji čine materiju, i bozone. U fermione, čestice s polucjelobrojnim spinom (1/2, 3/2, 5/2, …), ubrajamo 6 kvarkova i 6 leptona. Svaki lepton ima svog odgovarajućeg neutrina, česticu bez mase i jako velike brzine. Danas znanstvenici nisu još sigurni po pitanju imaju li neutrini masu ili ne. Nedavna mjerenja pokazuju da bi neutrini mogli imati izuzetno malu, ali konačnu masu, no ipak ovo i dalje ostaje neriješeno pitanje u eksperimentalnoj fizici. Što se tiče standardnog modela, neutrini su bez mase. Sve čestice također imaju i svoju odgovarajuću antičesticu, koja se ponaša isto kao i originalna čestica, ali se poništava u dodiru s materijom, odnosno s originalnom česticom, pretvarajući mase obje čestice u čistu energiju u procesu anihilacije (poništenja). Svu materiju u svemiru grade dvije vrste kvarkova (gornji i donji kvark) i jedna vrsta leptona (elektron). Nije sasvim jasno zašto priroda ima potrebu za postojanjem preostala 4 kvarka i 5 leptona, oni su samo masivnija verzija ove 3, tako reći glavne čestice.
Bozoni su čestice s cjelobrojnim vrijednostima spina (0, 1, 2, …) koje djeluju kao prijenosnici 3 temeljne sile u prirodi (elektromagnetska, slaba nuklearna i jaka nuklearna sila). Najpoznatiji bozon je foton, prijenosnik elektromagnetske sile koja je odgovorna za pojavu električne struje, magnetizma i svjetlosti. W i Z bozoni su prijenosnici slabe nuklearne sile, a gluon jake nuklearne sile koja vezuje kvarkove u veće čestice poput neutrona i protona. Postojanje Higgsova bozona, elementarne čestice kojom se objašnjava masa drugih čestica, a posebno zašto su W i Z bozoni toliko masivni za razliku od fotona koji nema masu, potvrđeno je dana 14. ožujka 2013. 
Budući da znanstvenici još uvijek nisu uspjeli povezati gravitaciju sa standardnim modelom, pretpostavlja se postojanje čestice graviton koja bi mogla biti prijenosnik gravitacijske sile. Ako bi se dokazalo postojanje ove čestice, standardni model bi se mogao zamijeniti nedostižnom teorijom svega (eng. Theory of Everything), koja bi ujedinila sve 4 temeljne sile prirode.

## Standardna teorija čestica i sila
Standardna teorija čestica i sila je kvantnomehanički teorijski opis potvrđen pokusima standardnoga modela čestica kojim su opisane elementarne čestice i njihova elektroslaba i jaka međudjelovanja. S teorijske strane opis se temelji na svojstvu renormalizabilnosti (uklonjivosti beskonačnosti koje se pojavljuju pri izračunu kvantnih petlji), a s pokusima na slaganju izmjerenih vrijednosti s onima koje daju teorijska predviđanja na razini kvantnih petlja. U 1960-ima je kvantna elektrodinamika bila jedina poznata značajna baždarna teorija. Daljnji razvoj postignut je dokazom da su i baždarne teorije sa samointerakcijom (poznate kao Yang-Millsove teorije) renormalizabilne te da renormalizabilnost vrijedi i ako je baždarna simetrija spontano slomljena. Elektroslaba teorija objedinjuje elektromagnetske i jake procese na sličan način kao što Maxwellovo elektromagnetsko ujedinjenje povezuje električne i magnetske pojave. Uz elektroslabi dio, standardna teorija uključuje i opis jake sile s pomoću baždarne simetrije, takozvane SU(3) boje. Ukupno su sile standardne teorije opisane s 12 baždarnih bozona.  
Elektroslabi dio i dio jake sile dvije su odvojene sastavnice standardne teorije. Zajedničko im je da se oslanjaju na relativističku teoriju polja i na dodatni princip Yang-Millsove lokalne simetrije. Riječ je o jednom od presudnih koraka poopćavanjem već poznatih globalnih (prostorno-vremensko neovisnih) internih simetrija na lokalne, zahtjevom da se u svakoj prostorno-vremenskoj točki može učiniti neovisna rotacija u određenom unutrašnjem prostoru. Najprije se početkom 1970-ih spoznalo da su elektromagnetska i slaba međudjelovanja opisana SU(2)×U(1) Yang-Millsovom teorijom, a potom da se i temeljno jako međudjelovanje kvarkova i gluona može svesti na SU(3) Yang-Millsovu teoriju boje. Utvrđena renormalizabilnost omogućuje precizne proračune koji su izloženi provjerama pokusa. Posebna je epizoda bilo svođenje jake sile na teoriju polja. Ona je zaokružena dodjeljivanjem Nobelove nagrade 2004. D. J. Grossu, H. D. Politzeru i F. A. Wilczeku za otkriće asimptotske slobode u teoriji jakoga međudjelovanja. Pošto je postalo jasno da je jaka sila vezana za svijet kvarkova zatočenih unutar dimenzija čestica koje oni izgrađuju, jakost te sile mora rasti pri svakom pokušaju razdvajanja kvarkova. Pokusna potvrda asimptotske slobode stavila je kvantnu kromodinamiku uz bok elektroslabe teorije i time ustanovila ukupnu teoriju baždarnoga područja, koja se temelji na umnošku grupa U(1)×SU(2)×SU(3), s malim brojem parametara (3 kontinuirane promjenljive jakosti vezanja) može se kvantitativno (brojčano) opisati golem broj rezultata mjerenja. Ustanovljavanje asimptotske slobode za Yang-Millsove komponente SU(2) i SU(3) u umnošku "1×2×3" otvara mogućnost susreta jakosti takozvanih abelovskog i neabelovskih naboja i potiče proučavanje teorija velikog ujedinjenja. Takvo stvarno ujedinjenje naboja pokazuje mogućnost veze fizikalne stvarnosti i ideala matematičke elegancije. Na tom tragu izrasla su i poopćena supersimetrična ujedinjenja, gdje i čestice različitoga spina ulaze u isti multiplet.

### Temeljna međudjelovanja
Fundamentalne interakcije, osnovne sile ili temeljno međudjelovanje je međudjelovanje elementarnih čestica: gravitacijsko, elektromagnetsko, jako i slabo. Sva poznata međudjelovanja posljedica su tih 4 temeljnih međudjelovanja. Temeljna međudjelovanja međusobno se razlikuju po česticama na koje djeluju, jakosti, dosegu i česticama koje ih prenose. Jako međudjelovanje djeluje na kvarkove i gluone, slabo međudjelovanje na kvarkove i leptone, elektromagnetsko međudjelovanje na sve čestice nabijene električnim nabojem, a gravitacijsko međudjelovanje na sve čestice koje imaju masu. Gravitacijsko međudjelovanje između elementarnih čestica je iznimno slabo, slabo međudjelovanje je malo jače, elektromagnetsko još jače i jako je međudjelovanje najjače. Doseg elektromagnetskog i gravitacijskog međudjelovanja je beskonačan, a doseg jakog i slabog međudjelovanja je kratak, približno poput promjera atomske jezgre. Jako međudjelovanje prenose gluoni, elektromagnetsko fotoni, slabo W± i Z0 bozoni a gravitacijsko gravitoni (koji nisu pokusima potvrđeni).
| Međudjelovanje   | Trenutačna teorija                                    | Prijenosnici djelovanja | Relativna jakost(1) | Ovisnost o udaljenosti                         | Doseg djelovanja (m)    |
| ---------------- | ----------------------------------------------------- | ----------------------- | ------------------- | ---------------------------------------------- | ----------------------- |
| Jaka             | Kvantna kromodinamika (QCD)                           | gluoni                  | 1038                | {\displaystyle {\sim r}} (vidi napomenu)       | 10−15                   |
| Elektromagnetska | Kvantna elektrodinamika (QED)                         | fotoni                  | 1036                | {\displaystyle {\frac {1}{r^{2}}}}             | 10−18                   |
| Slaba            | Kvantna aromodinamika (QFD)                           | W i Z bozoni            | 1025                | {\displaystyle {\frac {e^{-m_{W,Z}r}}{r^{2}}}} | {\displaystyle \infty } |
| Gravitacijska    | Opća teorija relativnosti (GR, nije kvantna teorija.) | gravitoni               | 1                   | {\displaystyle {\frac {1}{r^{2}}}}             | {\displaystyle \infty } |

(1) približne veličine. Točne vrijednosti ovise o česticama i energiji.